# 馬任全
馬任全，（1908年—1988年），中國著名集郵家，郵學家。馬氏出生在一個富裕的家庭，讀小學時，因為受到父親啟蒙而開始集郵。馬任全喜集清代發行的早期郵票，1947年，出版集郵巨著《馬氏國郵圖鑒》。1956年，馬任全將一批中國郵票（包括一枚存世孤品紅印花小字加蓋當壹圓舊票）捐獻給上海博物館。不過，文革時期，馬任全大部份的郵品已遭受紅衛兵抄家時破壞焚毀。